# پورل مارلی
پورل مارلی (انگلیسی: Peverell Marley؛ ‏ ۱۴ اوت ۱۹۰۱ – ۲ فوریهٔ ۱۹۶۴) مدیر فیلم‌برداری اهل ایالات متحده آمریکا بود.
از فیلم‌ها یا مجموعه‌های تلویزیونی که وی در آن‌ها نقش داشته است، می‌توان به غیرقانونی، شهره شهر نیویورک، دختر دانا و مرداب اشاره نمود.